# Olchowatka (rejon wierchniemamoński)
Olchowatka (ros. Ольховатка) – wieś (sieło) w Rosji, w obwodzie woroneskim, w rejonie wierchniemamońskim. W 2010 liczyła 929 mieszkańców.